# Stadhuis van Komen-Waasten
Het Stadhuis van Komen-Waasten is het gemeentehuis van de Henegouwse fusiegemeente Komen-Waasten. Het bevindt zich aan het Sint-Annaplein te Komen, schuin tegenover de Sint-Chrysoliuskerk.

## Geschiedenis
Het eerste stadhuis van de gemeente Komen werd, na de Franse Revolutie, ingericht in de Vestingstraat in het Hôtel du Baron. In 1917, tijdens een Brits offensief in de Eerste Wereldoorlog werd het gebouw vernietigd en daarmee ook het gemeentelijk archief. Een nieuw stadhuis werd ingewijd in 1930 bij het honderdjarig bestaan van België. Het is gebouwd in neogotische stijl. Sinds 1977 is hier het stadhuis van de fusiegemeente Komen-Waasten gevestigd.

## Kunst in het stadhuis
Enkele bijzonderheden zijn:
- Schilderijen van de dierenschilder Eugène Verboeckhoven, de  sociaal realist Charles Degroux, de surrealist Jacques Vandamme en anderen
- Een in houtsnijwerk uitgevoerde toegangsdeur door de Roemeen Istvan Demeter
- Een glas-in-loodraam van de glazenier Roger Coppe met een voorstelling van het wapen van Komen.